# Теория Ридли — Уоткинса — Хилсума
Тео́рия Ри́дли — Уо́ткинса — Хи́лсума (тео́рия Ри́дли — Уо́ткинса — Хи́лсума — Га́нна) — модель в физике твёрдого тела, объясняющая механизм, с помощью которого в объёмном полупроводниковом материале развивается дифференциальное отрицательное сопротивление, когда на омические контакты полупроводникового образца прикладывается напряжение. Лежит в основе работы диода Ганна, а также нескольких других сверхвысокочастотных полупроводниковых приборов, которые используются в генераторах сигналов для создания СВЧ-излучения.
Теория названа по именам британских физиков Брайана Ридли, Тома Уоткинса и Сирила Хилсума, которые описали этот эффект в 1961 году.
Экспериментально осцилляции, обусловленные отрицательным дифференциальным сопротивлением в объёмных полупроводниках, наблюдались Джоном Ганном в 1962 году, и поэтому были названы «эффектом Ганна», но в 1964 году физик Герберт Крёмер указал, что эффект, наблюдавшийся Ганном можно объяснить теорией Ридли — Уоткинса — Хилсума.
По сути механизм Ридли — Уоткинса — Хилсума — это перенос электронов проводимости в полупроводнике из долины с высокой подвижностью в долину с более низкой подвижностью и более высокой энергией. Это явление можно наблюдать только в материалах со специфической структурой энергетических зон, например в GaAs.
Обычно в полупроводнике увеличение электрического поля вызывает увеличение скорости носителей заряда (обычно электронов) и приводит к более высокому току в соответствии с законом Ома. В многодолинном полупроводнике, однако, электроны обладая более высокой энергией могут перейти в состояния находящиеся в другой долине, где они на самом деле имеют большую эффективную массу и, таким образом, замедляются при той же энергии. В опыте это приводит к уменьшению скорости носителей заряда и уменьшению тока по мере увеличения напряжения. При этом появляется отрицательное дифференциальное сопротивление. При более высоких приложенных напряжениях увеличение тока при увеличении напряжения возобновляется после того, как основная масса носителей заряда попадает в долину с большей эффективной массой. Поэтому отрицательное дифференциальное сопротивление наблюдается только в ограниченном диапазоне приложенных напряжений.
Из типов полупроводниковых материалов, удовлетворяющих этим условиям, арсенид галлия (GaAs) наиболее широко исследован и распространён. Однако механизм Ридли — Уоткинса — Хилсума наблюдается также в фосфиде индия (InP), теллуриде кадмия (CdTe), селениде цинка (ZnSe) и арсениде индия (InAs) при приложении к образцу гидростатического или одноосного давления.